# كلية رفع كوريا
كلية جوتشانغ للفنون التطبيقية، وكذلك كلية كوتشانغ، هي كلية تقنية تقع في مقاطعة جوتشانغ، مقاطعة جيونق سانغ الجنوبية، كوريا الجنوبية. وهي تابعة للمؤسسة الكورية الوطنية لكليات البوليتكنيك. فتحت أبوابها لأول مرة في عام 1997.

## الحرم الجامعي
يقع الحرم الجامعي في جوتشانغ-إيوب، على بعد مسافة قصيرة خارج المدينة. يوجد سبعة مبانٍ رئيسية في الحرم الجامعي، بما في ذلك مكتبة وسكن.

## التاريخ
حصلت الكلية على إذن للإفتتاح في آخر يوم من عام 1996م، ورحبت بأول طلابها بعد ثلاثة أشهر فقط . في ذلك الوقت كان يوجد بالكلية ستة أقسام، كما هو الحال الآن. تألفت أول دفعة في الكلية من 132 طالبا.

## التنظيم
تضم الكلية ستة أقسام اكاديميه: وهي الميكاترونكس، والتصميم الصناعي، والسيارات، والأجهزة الكهربائية والتحكم، والإلكترونيات، والتصميم بمساعدة الكمبيوتر. مدة الدورات الدراسيه سنتان.

## الطلاب وأعضاء هيئة التدريس
يدخل حوالي 200 طالب إلى الكلية كل عام. يبلغ معدل التخرج حوالي 80٪.

## روابط خارجية
- موقع الكلية الرسمية باللغتين الإنجليزية والكورية